# Canberra Stadium
Le Canberra Stadium, surnommé au début le Bruce Stadium, est un stade principalement consacré au rugby à XV et au rugby à XIII, situé à côté de l'Australian Institute of Sport, à Canberra, capitale de l'Australie. Il se trouve dans la banlieue de Canberra et porte le nom de l'homme politique australien Stanley Bruce, Premier ministre en 1923-1929.
Pour des raisons commerciales ("naming") il porte actuellement le nom de GIO Stadium.
La capacité normale du stade est de 25 000 places assises. Il a accueilli 28 753 personnes pour la finale de Super 12 de l'année 2004.
Il a été construit en 1977, il est la propriété du Gouvernement de l'Australie.

## Équipes résidentes et sports pratiqués
Il accueille des matchs de baseball des Canberra Bushrangers (en).
Le stade a aussi accueilli des matchs de football (la National Soccer League devenue A-League). 
C'est aussi un terrain de rugby à XV : l'équipe de Canberra de Super 15, les Brumbies, y joue ses matches à domicile. Depuis 1996, ces derniers obtiennent le droit d'y disputer trois finales de cette compétition, en 2000, victoire de la franchise néo-zélandaise des Crusaders, 2001, victoire des Brumbies sur la franchise sud-africaine des Sharks, et en 2004, victoire des Brumbies sur les Crusaders. Le Canberra Stadium a organisé des rencontres de la Coupe du monde de rugby 2003.

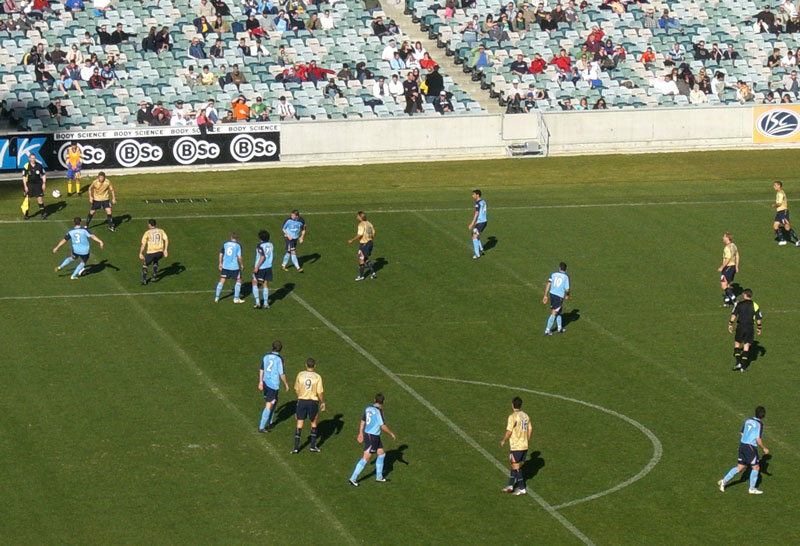
Sydney FC - Newcastle United Jets FC au Canberra Stadium en 2006.

Mais c'est surtout un stade de rugby à XIII, le terrain de l'équipe des Canberra Raiders, un club australien évoluant en National Rugby League. Se trouvent notamment dans le stade deux statues des légendes du club, Mal Meninga et Laurie Daley. 
En 2008 lors de la Coupe du monde, le XIII de France y a rencontré et battu l'Ecosse.
En 2013, pour l'ANZAC Test, le XIII d'Australie y a accueilli et battu les Kiwis néo zélandais, dans un stade comble (25 628 spectateurs).

## Évènements
- Coupe du monde des nations d'athlétisme 1985
- Coupe du monde de rugby à XV 2003
- Coupe du monde de rugby à XIII 2008
- Coupe d'Asie des nations de football 2015
- Coupe du monde de rugby à XIII 2017
- Coupe du monde de rugby à XV 2027